# José Rafael Revenga
José Rafael Revenga is een gemeente in de Venezolaanse staat Aragua. De gemeente telt 54.800 inwoners. De hoofdplaats is El Consejo.